# Martin Hirzel
Martin Hirzel (* 27. Januar 1970 in Zürich) ist ein Schweizer Manager und Funktionär. Von 2011 bis 2019 führte er den Autozulieferkonzern Autoneum. Seit 2021 ist er Präsident von Swissmem, dem Verband der Schweizer Maschinen-, Elektro- und Metallindustrie.

## Werdegang
Als Sohn einer Sachbearbeiterin und eines Ärzteberaters in der Pharmabranche wuchs Martin Hirzel in Zürich auf. Nach einer kaufmännischen Lehre bei der Handelsfirma Hans Rahn & Co arbeitete Hirzel bei der Schweizerischen Niederlassung von IBM. Dann studiert er Betriebsökonomie an der ZHAW. Parallel arbeitete er als Reiseleiter und begann, sich für China zu interessieren. Mit dem Ziel dort zu arbeiten, startete er 1989 als leitender Controller beim Maschinenbaukonzern Rieter in Winterthur. Nach zwei Jahren wurde er in Shanghai Leiter der Textilsparte von Rieter China und baute darauf Rieters Autosparte in China auf. Dann leitete er von São Paulo aus die Rieter Autosparte für Südamerika, Mittlerer Osten und Afrika. 2010 absolvierte Hirzel das General Management Program der Harvard Business School.

## Autoneum
2011 entliess Rieter auf Betreiben der beiden Grossaktionäre Peter Spuhler und Michael Pieper die Automobilsparte, die zwischen 2008 und 2010 über 500 Millionen Verlust gemacht hatte, als börsenkotierte Autoneum aus dem Konzern. Praktisch über Nacht wurde Martin Hirzel zum Mann, der die neue Firma aus den roten Zahlen führen sollte, schrieb die Handelszeitung. Im ersten Jahr halbierte sich der Aktienkurs, es drohte eine Übernahme. Autoneum konzentrierte sich auf das Kerngeschäft mit Schallisolation und Hitzeschutzbauteilen und schaffte einen Turnaround. 2014 setzte die Firma über 2 Milliarden Franken um bei 36,2 Millionen Gewinn. Aufgrund der Zahlen erkor die Handelszeitung Hirzel zum CEO des Jahres 2014 in der Kategorie Grossfirmen. Finanz und Wirtschaft schrieb, Autoneum sei im Geschäft des Lärm- und Hitzeschutzes Innovations- und Markführer.
2019 sanken Gewinn und Aktienkurs wegen anhaltender Probleme in den US-Werken, wo es an fähigem Personal für die Bedienung der Hightechmaschinen gefehlt habe. Im Einvernehmen mit dem Verwaltungsrat trat Martin Hirzel als Autoneum-CEO zurück, blieb aber in beratender Funktion.

## Präsident Swissmem
2021 übernahm Hirzel von Hans Hess das Präsidium von Swissmem, dem Verband der Schweizer Maschinen-, Elektro- und Metallindustrie, der die Produzenten von rund 30 Prozent der Schweizer Exporte repräsentiert. Economiesuisse, der Dachverband der Schweizer Wirtschaft, wählte ihn zum Vizepräsidenten.

## Weitere Engagements und Privatleben
2018 wurde Hirzel Verwaltungsrat beim Maschinenhersteller Bucher Industries, 2020 bei der Dätwyler Holding. Er ist für Zürich regionaler Wirtschaftsbeirat der Schweizerischen Nationalbank, Vorsitzender des Beirats der Zürcher Hochschule für Angewandte Wissenschaften und im Vorstand der Schweizerischen Management Gesellschaft.
Martin Hirzel spricht neben Deutsch Englisch, Französisch, Chinesisch und Portugiesisch. Er spielt Golf und begeistert sich für Wein, klassische Musik und ist Mitglied der Zürcher Zunft zum Widder. Er lebt mit seiner Frau und zwei Kindern in Zumikon.